# Trichodermin
Trichodermin ist ein Mykotoxin (Schimmelpilzgift) aus der Gruppe der Trichothecene. Es entsteht als Stoffwechselprodukt von verschiedener Pilzen, unter anderem solchen der Gattung Trichoderma, insbesondere von Trichoderma viride. Trichodermin zeigt phytotoxische Wirkung.

## Publikationen
- Cha-mer Wei, Bent S. Hansen, Maurice H. Vaughan, Calvin S. McLaughlin: Mechanism of Action of the Mycotoxin Trichodermin, a 12,13-Epoxytrichothecene. In: Proceedings of the National Academy of Sciences. Band 71, Nr. 3, 1974, S. 713–717, doi:10.1073/pnas.71.3.713, PMID 4522785, PMC 388083 (freier Volltext).